# 吉百利
吉百利股份有限公司（英語：Cadbury Plc），是創業於英國伯明翰糖果製造商，也是英國皇家認證供應商，公司創立於1824年，現屬於億滋國際旗下全資品牌。

## 歷史
1824年，創辦人約翰‧吉百利於伯明翰街邊銷售飲用巧克力。1831年，他開設工廠生產飲用巧克力。至1849年，吉百利工廠推出塊狀巧克力，並於伯明翰交易會上公開展出。1854年獲英國皇室青睞，成為御用巧克力品牌。
2007年，私募基金黑石集团、KKR与Lion Capital正考虑再向吉百利玉泉提出收购汽水业务计划，由黑石为首的财团曾提出以介乎64-69亿英镑作价收购该等汽水业务，但有关方案于9月初已遭吉百利玉泉拒绝。
2008年4月11日吉百利分拆美國飲料業務子公司Dr Pepper Snapple Group，成為一家公開上市公司。根據分拆方案，每100股吉百利股票在拆分後將分得64股倫敦上市的吉百利股票和12股紐約上市的Dr Pepper股票。
2008年12月24日朝日啤酒有限公司，同意以5.50億英鎊，735億日圓（8.08億美元）收購吉百利在澳洲的飲料業務和史威士公司的非酒精飲料品牌。
2010年1月19日，卡夫同意以每股8.4英鎊，收購價包括5英鎊現金及0.1874股卡夫新股換取1股吉百利股票總價值約117億英鎊（197億美元）收購吉百利。

## 旗下品牌

### 飲料品牌
- Dr Pepper
- Snapple
- A&W Root Beer
- 玉泉（Schweppes）
- 新奇士（英语：Sunkist (soft drink)）（Sunkist）

### 糖果
- 荷氏薄荷糖（Hall's）
- 炫迈

## 醜聞

### 沙門氏菌
2006年6月23日，英國吉百利宣布在英國及愛爾蘭全面回收7款逾100萬朱古力條。事緣該公司位於赫里福德郡的馬爾布魯克（Marlbrook）工場，一條喉管早前爆裂，漏出清洗儀器的污水，污染朱古力輸送帶上。廠方早於1月中已發現有朱古力受感染沙門氏菌，追蹤後得知該工場是源頭，但直至6月19日始通報英國衛生當局，最終在政府施壓下，產品需要回收，當中包括250克裝土耳其牛奶朱古力（Dairy Milk Turkish）、焦糖牛奶朱古力（Dairy Milk Caramel）、薄荷牛奶朱古力（Dairy Milk Mint）、Dairy Milk 8 chunk牛奶朱古力、1,000克裝牛奶朱古力、105克裝牛奶朱古力復活蛋（Dairy Milk Buttons Easter Eggs）和Freddo朱古力等。
吉百利指該批朱古力中，每100克只含0.3個單位的沙門氏菌，它們要含有100萬單位才會引致輕微肚痛，該公司認為中毒風險很低，但英國食物標準管理局質疑細菌未必會平均分佈在朱古力上，有可能危害公眾，要求回收。這亦成為英國零售業繼回收「蘇丹一號」產品後，當時第二場最大規模的回收行動。英國衛報指，英格蘭與威爾士自3月起已發現45宗感染罕有「蒙得維的亞沙門氏菌」（Salmonella Montevideo）的食物中毒事件，病者包括8名未滿周歲的嬰兒及22名4歲以下的小童，懷疑事件是否與吉百利有關。